# صابرا لوميس
صابرا لوميس (بالإنجليزية: Sabra Loomis)‏ (1938)؛ كاتِبة وشاعرة أمريكية. درست في جامعة نيويورك.